# Висотний набряк мозку
Висотний набряк мозку (ВНМ), англ. HACE — high-altitude cerebral edema — це медичний стан, при якому мозок набрякає рідиною через фізіологічні наслідки гострої гірської хвороби, коли організм не акліматизується під час підйому на велику висоту. Пацієнти, які не отримують лікування, зазвичай помирають протягом 48 годин, а тим, хто отримує лікування, може знадобитися кілька тижнів, щоб повністю одужати. Це рідкісний стан, який зустрічається менш ніж у одного відсотка людей, які піднімаються на висоту 4000 метрів і вище без додаткового кисню. Хоча його вперше описали в 1913 році, про причину цього стану було мало що відомо, доки в 1990-х роках не були проведені дослідження МРТ.

## Ознаки та симптоми
Ранні симптоми ВНМ зазвичай відповідають симптомам помірної або тяжкої гострої гірської хвороби. Початкові симптоми ВНМ зазвичай включають сплутаність свідомості, втрату свідомості, лихоманку, атаксію, світлобоязнь, прискорене серцебиття, сильну втому та змінений психічний стан.
Постраждалі зазвичай намагаються припинити фізичну активність, незалежно від її необхідності для виживання. Розвиваються сильні головні болі, пацієнт не може навіть вертикально сидіти. У 59 % випадків спостерігається розширення вен сітківки. Рідкісніші симптоми включають жваві глибокі сухожильні рефлекси, крововиливи в сітківку, розмитість зору, плантарний рефлекс та параліч очей. В деяких незвичайних випадках трапляється параліч черепних нервів.
У своїй книзі «У розрідженому повітрі» 1996 року Джон Кракавер, розповідаючи про обставини катастрофи на горі Еверест, так описує наслідки набряку мозку у одного з альпіністів, 44-річного Дейла Круза:
|  | Крузу було неймовірно важко просто одягнутися. Він одягнув свою альпіністську обв'язку навиворіт, протягнув її крізь свій вітрозахисний костюм та не застібнув пряжку; на щастя, Фішер та Ніл Бейдлман помітили цю помилку, перш ніж Круз почав спускатися. «Якби він спробував спуститися по мотузках таким чином, — каже Бейдлман, — він би одразу вислизнув би з обв’язок та впав до підніжжя Стіни Лхоцзе». «Я був як наче дуже п'яний, — згадує Круз. — Я не міг ходити, не спотикаючись, і повністю втратив здатність думати чи говорити. Це було справді дивне відчуття. У мене в голові крутилося якесь слово, але я не міг зрозуміти, як його вимовити. Тож Скотту та Нілу доводилося одягати мене та переконуватися, що моя обв’язка правильно закріплена, а потім Скотт спускав мене по мотузках». Після того, як Круз прибув до базового табору, каже він, «минуло ще три-чотири дні, перш ніж я зміг дійти від свого намету до їдальні, не спотикаючись». |

У пацієнтів з ВНМ спостерігається підвищений рівень лейкоцитів, але в іншому кількість елементів крові та її біохімія нормальні. Люмбальна пункція виявляє нормальну кількість спинномозкової рідини та клітин, але підвищення тиску. В одному дослідженні КТ пацієнтів з ВНС виявила стиснення шлуночків та низьку щільність мозочка. У випадках летального ВНМ було проведено не так багато розтинів; вони виявили набряк звивин, спонгіоз білої речовини та стиснення борозен. Існували деякі відмінності між окремими особами, і ці результати можуть не бути типовими для кожної смерті від ВНМ.

## Механізм
Більшість людей, які підіймаються на великі висоти, акліматизуються. Акліматизація запобігає розвитку ВНМ, підтримуючи достатній рівень кисню в мозку. Основною причиною ВНМ є гіпоксія (киснева недостатність). Вона відбувається, якщо організм піддається впливу середовища з низьким вмістом кисню до того, як акліматизується. Для прогнозування ймовірності розвитку ВНМ можна використовувати швидкість зміни нормального кисневого середовища та те, наскільки мало в новому середовищі кисню. Тривале фізичне навантаження в умовах низького вмісту кисню також викликає серйозну гіпокапнію, зниження рівня вуглекислого газу в крові, що може відігравати певну роль у розвитку ВНМ. Ці фактори викликають набряк мозку рідиною, що призводить до серйозних порушень. Якщо набряк не лікувати, він призводить до смерті внаслідок дислокації мозку.
Набряк мозку, ймовірно, має вазогенний характер, тобто виникає через проникнення рідин крізь гематоенцефалічний бар'єр. Цей процес спостерігався під час МРТ-досліджень. Гіпоксія збільшує кількість позаклітинної рідини, яка проходить через вазогенний ендотелій до мозку. Витік може бути спричинений підвищеним тиском або запаленням, яке робить ендотелій вразливим до витоку. Дослідження МРТ виявило мікрокрововиливи в мозолистому тілі пацієнтів з ВНМ, а гіпоксія також може спричиняти проникність мікросудин. Висунута гіпотеза, що фактор росту судинного ендотелію може спричиняти проникність судин на початку ВНМ. МРТ-сканування пацієнтів з ВНМ показало збільшення Т2 у мозолистому тілі, хоча сіра речовина залишалася незмінною. Це демонструє, що гематоенцефалічний бар'єр був порушений кровоносними судинами головного мозку, що перешкоджало метаболізму білої речовини. В іншому дослідженні вивчали мозок людей з ВНМ через кілька місяців після їх одужання; виявлено відкладення гемосидерину в мозолистому тілі, що свідчить про проникність судин.
Хоча існують вагомі докази того, що це саме вазогенний набряк (проникнення рідини через гематоенцефалічний бар'єр), цитотоксичний набряк (затримка рідини в клітинах) також може відігравати певну роль. Цитотоксичний набряк може бути спричинений недостатністю клітинних іонних насосів, що є наслідком гіпоксії. Через це збільшуються внутрішньоклітинний рівень натрію та осмолярність, і відбувається приплив води, що викликає клітинний набряк. Внаслідок недостатності АТФазних насосів утворюються вільні радикали, що завдають ушкоджень, ускладнюючи набряк. Доказами проти цитотоксичного набряку служить те, що для його виникнення необхідна сильна гіпоксемія (низький рівень кисню в крові).
Невідомо, чому одні люди більш вразливі до ВНМ, ніж інші. Одна з теорій полягає в тому, що певну роль відіграють варіації розміру мозку, але збільшення об'єму мозку внаслідок набряку навряд чи призведе до його здавлення об склепіння черепа. Наявність великих борозен вказує на те, що на цей стан може впливати щільне прилягання мозку. Підвищений внутрішньочерепний тиск загалом вважається пізнім наслідком ВНМ. Також на пізніх стадіях прогресування стану може виникати високий центральний венозний тиск.
Одне дослідження продемонструвало, що нормальна аутореляція мозкового кровотоку не викликає ВНМ. Певний вплив у визначенні ймовірності ВНМ може мати симпатична нервова система, але яка саме її роль, не ясно.
Інша теорія щодо причини виникнення ВНМ полягає в тому, що гіпоксія може індукувати синтазу оксиду азоту. Вазодилатація викликається вивільненням оксиду азоту та аденозину. Це, у свою чергу, може збільшити проникність судин та спричинити набряк. Це може поєднуватися з низьким рівнем цитокінів, спричиняючи ВНМ.

## Діагноз
Зазвичай, набряку мозку передує висотний набряк легень (ВНЛ) або гостра гірська хвороба. У пацієнтів з ГГХ початок ВНМ зазвичай проявляється блюванням, головним болем, який не реагує на нестероїдні протизапальні препарати, галюцинаціями та ступором. Однак у деяких випадках ГГХ прогресує до ВНМ без цих симптомів.
ВНМ слід відрізняти від інших станів з подібними симптомами, включаючи інсульт, сп'яніння того чи іншого характеру, психоз, діабет, менінгіт або потрапляння в організм токсичних речовин. Це має бути перший діагноз, який слід виключити, коли виникає нездужання під час підйому на велику висоту.

## Профілактика
ВНМ зазвичай можна запобігти, піднімаючись угору поступово з частими днями відпочинку. Рекомендується не підніматися більше ніж на 1000 метрів на день та не спати на висоті, що перевищує 300 метрів попередньої ночі. Ризик розвитку ВНМ зменшується, якщо застосовувати ацетазоламід або дексаметазон. Як правило, перевага надається використанню ацетазоламіду, але дексаметазон може використовуватися для профілактики, якщо є побічні ефекти або протипоказання. Деякі люди більш схильні до ВНМ, ніж інші. Фізична підготовка не є профілактичним засобом Вік і стать самі по собі не впливають на вразливість до ВНМ.

## Лікування
Пацієнта з ВНС слід перемістити на нижчі висоти та забезпечити додатковим киснем, іноді для запобігання смерті необхідний швидкий спуск
. Важливим є раннє розпізнавання, оскільки в міру прогресування стану пацієнт не зможе спускатися без сторонньої допомоги. Також слід вводити дексаметазон
, хоча він не полаблює деякі симптоми, які можна вилікувати, спустившись на нижчу висоту. Також він може маскувати симптоми, і вони іноді повертаються після припинення прийому
. Можливо, ефективність дексаметазону проти ВНС пояснюється тим, що цей препарат запобігає ангіогенезу. Три дослідження, які вивчали, як реагує на гіпоксію мозок мишей та щурів, певною мірою підтвердили цю ідею.
Якщо можливо, можна використовувати як додаткову терапію додатковий кисень. Окрім кисневої терапії, як тимчасовий захід при лікуванні ВНМ може використовуватися портативної гіпербарокамери («мішок Гамова»), яка імітіє зниження висоти до 2000 м. Втім, цей пристрій ресурсоємний, і після припинення його використання симптоми часто повертаються, тому не може бути заміною евакуації для надання постійної медичної допомоги.
Можуть бути корисними діуретики, але їх застосування становить ризик поза межами лікарняного середовища. Силденафіл і тадалафіл можуть допомогти, але існує мало доказів їхньої ефективності. Також передбачається, що при цьому стані може допомогти теофілін.
Хоча сама по собі гостра гірська хвороба не загрожує життю, висотний набряк мозку за відсутності лікування зазвичай призводить до летального результату протягом 24 годин — пацієнт впадає у кому та помирає. У деяких випадках пацієнти помирали протягом кількох годин, а деякі жили протягом двох днів. Описи летальних випадків часто стосуються альпіністів, які, відчуваючи симптоми захворювання, все одно продовжували підйом

## Прогноз
Одужання триває від кількох днів до кількох тижнів, більшість одужує протягом кількох днів. Після успішного лікування цього стану альпіністи можуть знову підійматися в гори. Прийом дексаметезону слід припинити, але рекомендується постійний прийом ацетазоламіду. В одному дослідженні пацієнтам після ВНМ знадобилося від одного тижня до одного місяця, щоб мати нормальні результати КТ.

## Епідеміологія
Висотний набряк мозку зустрічається у 0,5–1 % людей, які здійснюють скелелазіння або трекінг на висоті від 4000 до 5000 метрів. У деяких незвичайних випадках цей стан мали до 30 % учасників експедицій. Цей стан рідко спостерігається нижче 3000 метрів. Зазвичай для виникнення ВНМ пацієнт має провести 48 годин на висоті 4000 метрів.

## Історія
Вперше ВНМ був описаний у 1913 році військовим медиком, що базувався у Чилі, але тоді мало хто звернув увагу на цей звіт. Пізніше це захворювання стало більш поширеним, оскільки розвиток авіаперельотів зробив високі гори, такі як Гімалаї, доступними для більшої кількості людей. Один з ранніх описів ВНО, можливо, був опублікований у 1969 році після того, як група індійських солдатів здійснила швидкий підйом на майже 6000 метрів, хоча достеменно не встановлено, чи був це ВНМ, або ж гостра декомпресійна хвороба
Симптоми висотного набряку мозку були зареєстровані у багатьох випадках загибелі альпіністів під час спуску з гори Еверест, хоча ВНМ може бути не єдиною проблемою, з якою вони зіткнулися. Також ВНМ становив загрозу для робітників Цінхай-Тибетської залізниці.
Даних про ВНМ бракує, оскільки він зазвичай трапляється у віддалених районах, далеко від лікарень і, як правило, є рідкісним. Лікарі рідко можуть обстежити пацієнтів протягом шести днів після розвитку захворювання. Тваринні моделі ВНМ не розроблені. Ведеться дослідження кількох генів на предмет ролі, яку вони можуть відігравати в розвитку цього захворювання. Найкращі результати для вивчення впливу великої висоти на мозок дали дослідження за допомогою МРТ: наприклад, МРТ-дослідження 1998 року дев'яти альпіністів з ВНМ чітко продемонструвало вазогенний характер набряку.
Останнім часом кількість смертей від цього стану зменшилася завдяки підвищенню рівня обізнаності про нього та можливостей використання гелікоптерів для евакуації постраждалих.